# Bukta Ágnes
Bukta Ágnes (Szolnok, 1993. október 29. –) magyar hivatásos teniszezőnő, csapatban U16 korosztályos Európa-bajnok (2009), ötszörös egyéni és négyszeres páros felnőtt magyar bajnok.
Hatéves korában kezdett el teniszezni. Középiskolás korában kapott egy szponzort, ezért Budapestre került, és magántanulóként fejezte be az iskolát.
Profi karrierjét 2012-ben kezdte. Pályafutása során egyéniben nyolc, párosban 20 ITF-tornát nyert meg. Legjobb világranglista helyezése egyéniben a 294. hely, amelyre 2017. október 16-án került. Párosban legjobb eredményeként a 209. helyen állt 2017. május 1-én.
2009-ben a magyar válogatott tagjaként csapatban U16 korosztályos Európa-bajnoki címet szerzett.
A felnőtt magyar országos bajnokságot először 2009-ben, 16 éves korában nyerte meg, ekkor egyéniben és Müller Rékával párosban is győzött. Ugyancsak egyéni és páros bajnokságot nyert 2013-ban Halász Klaudia és 2016-ban Horváth Adrienn párjaként. E dupla győzelmeken kívül egyéniben bajnoki címet szerzett 2014-ben és 2017-ben is, valamint párosban 2015-ben Udvardy Panna párjaként. 2011-ben megnyerte a Szombathelyen rendezett Körmöczy Zsuzsa-emlékversenyt.
Élete első WTA-tornája a 2013-as Budapest Grand Prix, ahol szabadkártyával indult. Első mérkőzésén három szettben győzött a cseh Sandra Záhlavová ellen, a második körben a későbbi tornagyőztes Simona Halep ellen szenvedett vereséget. 2017-ben a magyar Fed-kupa-válogatott tagja lett. Ebben az évben egy egyéni és Stollár Fannyval párban egy páros mérkőzést játszott, és mindkettőt megnyerte.

## ITF döntői (27–20)

### Egyéni (8–4)
| Díjazás        |
| -------------- |
| $100,000 torna |
| $75,000 torna  |
| $50,000 torna  |
| $25,000 torna  |
| $15,000 torna  |
| $10,000 torna  |

| Döntők borításonként |
| -------------------- |
| Kemény (0–0)         |
| Salak (8–4)          |
| Fű (0–0)             |
| Szőnyeg (0–0)        |

| Eredmény | No. | Dátum              | Kategória | Torna                 | Borítás | Ellenfél           | Eredmény          |
| -------- | --- | ------------------ | --------- | --------------------- | ------- | ------------------ | ----------------- |
| Győztes  | 1.  | 2012. november 12. | $10,000   | Antalya, Törökország  | Salak   | Laura-Ioana Andrei | 6–2, 5–7, 6–3     |
| Győztes  | 2.  | 2013. április 8.   | $10,000   | Bol, Horvátország     | Salak   | Bernarda Pera      | 5–7, 6–2, 7–5     |
| Győztes  | 3.  | 2013. április 15.  | $10,000   | Šibenik, Horvátország | Salak   | Barbora Krejčíková | 6–3, 6–2          |
| Döntős   | 1.  | 2013. október 28.  | $10,000   | Umag, Horvátország    | Salak   | Barbora Krejčíková | 1–6, 4–6          |
| Győztes  | 4.  | 2013. november 4.  | $10,000   | Umag, Horvátország    | Salak   | Adrijana Lekaj     | 6–0, 6–1          |
| Döntős   | 2.  | 2014. július 21.   | $10,000   | Palics, Szerbia       | Salak   | Elizaveta Jancsuk  | 7–6(11), 5–7, 4–6 |
| Győztes  | 5.  | 2016. július 25.   | $10,000   | Palics, Szerbia       | Salak   | Sara Cakarevic     | 6–4, 1–6, 6–4     |
| Döntős   | 3.  | 2016. október 10.  | $10,000   | Antalya, Törökország  | Salak   | Ayla Aksu          | 4–6, 6–2, 5–7     |
| Döntős   | 4.  | 2016. október 17.  | $10,000   | Antalya, Törökország  | Salak   | Ayla Aksu          | 5–7, 2–6          |
| Győztes  | 6.  | 2016. október 24.  | $10,000   | Antalya, Törökország  | Salak   | Uljana Ajzatulina  | 7–5, 6–1          |
| Győztes  | 7.  | 2016. november 21. | $10,000   | Antalya, Törökország  | Salak   | Dana Kremer        | 7–5, 6–2          |
| Győztes  | 8.  | 2016. november 28. | $10,000   | Antalya, Törökország  | Salak   | Lukács Vanda       | 6–4, 2–6, 6–4     |

### Páros (20–16)
| Díjazás        |
| -------------- |
| $100,000 torna |
| $75,000 torna  |
| $50,000 torna  |
| $25,000 torna  |
| $15,000 torna  |
| $10,000 torna  |

| Döntők borításonként |
| -------------------- |
| Kemény (1–2)         |
| Salak (18–14)        |
| Fű (0–0)             |
| Szőnyeg (0–0)        |

| Eredmény | No. | Dátum                | Kategória | Torna                          | Borítás    | Partner              | Ellenfél                                     | Eredmény            |
| -------- | --- | -------------------- | --------- | ------------------------------ | ---------- | -------------------- | -------------------------------------------- | ------------------- |
| Döntős   | 1.  | 2012. július 23.     | $10,000   | Palics, Szerbia                | Salak      | Borsányi Csilla      | Karin Morgošová Lenka Tvarošková             | 7–5, 4–6, [8–10]    |
| Győztes  | 1.  | 2012. november 5.    | $10,000   | Antalya, Törökország           | Salak      | Petra Krejsová       | Diana Buzean Daniëlle Harmsen                | játék nélkül        |
| Győztes  | 2.  | 2013. február 18.    | $10,000   | Antalya, Törökország           | Salak      | Vivien Juhászová     | Ioana Ducu Cristina Ene                      | 6–1, 2–6, [10–6]    |
| Döntős   | 2.  | 2013. március 4.     | $10,000   | Antalya, Törökország           | Salak      | Vivien Juhászová     | Gioia Barbieri Nicole Melichar               | 6–7(2), 4–6         |
| Győztes  | 3.  | 2013. október 21.    | $10,000   | Dubrovnik, Horvátország        | Salak      | Vivien Juhászová     | Lenka Juríková Barbora Krejčíková            | 6–3, 6–3            |
| Döntős   | 3.  | 2013. október 28.    | $10,000   | Umag, Horvátország             | Salak      | Barbora Krejčíková   | Vivien Juhászová Tereza Malíková             | 4–6, 6–7(5)         |
| Győztes  | 4.  | 2013. november 4.    | $10,000   | Umag, Horvátország             | Salak      | Vivien Juhászová     | Aljona Szotnyikova Giulia Sussarello         | 6–4, 6–0            |
| Döntős   | 4.  | 2014. január 20.     | $25,000   | Sunderland, Egyesült Királyság | Kemény (f) | Viktorija Tomova     | Jocelyn Rae Anna Smith                       | 1–6, 1–6            |
| Döntős   | 5.  | 2014. február 10.    | $15,000   | Tallinn, Észtország            | Kemény (f) | Viktorija Tomova     | Sofia Shapatava Maša Zec Peškirič            | 4–6, 6–7(4)         |
| Győztes  | 5.  | 2014. március 31.    | $10,000   | Šibenik, Horvátország          | Salak      | Viktorija Tomova     | Eva Rutarová Karolína Stuchlá                | 7–6(12), 6–1        |
| Győztes  | 6.  | 2014. április 7.     | $10,000   | Bol, Horvátország              | Salak      | Viktorija Tomova     | Karolína Stuchlá Carla Touly                 | 6–2, 6–1            |
| Döntős   | 6.  | 2014. augusztus 18.  | $10,000   | Vinkovce, Horvátország         | Salak      | Barzó Lilla          | Jana Fett Adrijana Lekaj                     | 3–6, 5–7            |
| Döntős   | 7.  | 2015. február 9.     | $10,000   | Palma Nova, Spanyolország      | Salak      | Irina Maria Bara     | Amanda Carreras Alice Savoretti              | 4–6, 1–6            |
| Győztes  | 7.  | 2015. február 16.    | $10,000   | Palma Nova, Spanyolország      | Salak      | Irina Maria Bara     | Ana Bianca Mihăilă Gabriela Pantůčková       | 6–1, 6–1            |
| Győztes  | 8.  | 2015. február 23.    | $10,000   | Palma Nova, Spanyolország      | Salak      | Irina Maria Bara     | Kim Grajdek Akvilė Paražinskaitė             | 6–2, 6–4            |
| Győztes  | 9.  | 2015. március 16.    | $10,000   | Gonesse, Franciaország         | Salak (f)  | Oana Georgeta Simion | Elizaveta Jancsuk Olha Jancsuk               | 6–4, 3–6, [10–6]    |
| Győztes  | 10. | 2015. június 8.      | $10,000   | Bol, Horvátország              | Salak      | Eugenija Paskova     | Liv Geurts Janneke Wikkerink                 | játék nélkül        |
| Döntős   | 8.  | 2015. augusztus 3.   | $10,000   | Bécs, Ausztria                 | Salak      | Janina Toljan        | Sally Peers Laëtitia Sarrazin                | 1–6, 2–6            |
| Győztes  | 11. | 2015. augusztus 24.  | $10,000   | Csáktornya, Horvátország       | Salak      | Vivien Juhászová     | Nina Holanová Katarína Strešnáková           | 6–4, 6–2            |
| Győztes  | 12. | 2015. szeptember 14. | $10,000   | Brčko, Bosznia-Hercegovina     | Salak      | Vivien Juhászová     | Anita Husarić Janina Toljan                  | 5–7, 6–4, [10–8]    |
| Döntős   | 9.  | 2015. szeptember 21. | $10,000   | Brno, Csehország               | Salak      | Veronika Domagała    | Kristýna Hrabalová Nikola Tomanová           | 2–6, 6–2, [9–11]    |
| Győztes  | 13. | 2015. november 16.   | $10,000   | Antalya, Törökország           | Salak      | Vivien Juhászová     | Bondár Anna Stolmár Rebeka                   | 7–5, 6–3            |
| Győztes  | 14. | 2016. január 11.     | $10,000   | Antalya, Törökország           | Salak      | Julia Grabher        | Ekaterine Gorgodze Sofia Kvatsabaia          | 1–6, 6–4, [11–9]    |
| Győztes  | 15. | 2016. február 1.     | $10,000   | Antalya, Törökország           | Salak      | Julia Grabher        | Daiana Negreanu Kyra Shroff                  | 6–3, 6–4            |
| Győztes  | 16. | 2016. március 21.    | $10,000   | Antalya, Törökország           | Kemény     | Vivien Juhászová     | Michaela Hončová Chantal Škamlová            | 6–4, 6–1            |
| Döntős   | 10. | 2016. szeptember 5.  | $50,000   | Budapest, Magyarország         | Salak      | Jesika Malečková     | Cindy Burger Arantxa Rus                     | 1–6, 4–6            |
| Győztes  | 17. | 2016. október 17.    | $10,000   | Antalya, Törökország           | Salak      | Diana Enache         | Ulyana Ayzatulina Anastasiya Poplavska       | 6–4, 6–1            |
| Döntős   | 11. | 2016. november 21.   | $10,000   | Antalya, Törökország           | Salak      | Vivien Juhászová     | Dia Evtimova Melis Sezer                     | 4–6, 3–6            |
| Győztes  | 18. | 2016. november 28.   | $10,000   | Antalya, Törökország           | Salak      | Anasztaszija Sosina  | Ani Vangelova Caitlyn Williams               | 6–2, 4–6, [10–7]    |
| Döntős   | 12. | 2017. április 30.    | $60,000   | Tunisz, Tunézia                | Salak      | Vivien Juhászová     | Guadalupe Pérez Rojas Daniela Seguel         | 7–6(3), 3–6, [9–11] |
| Döntős   | 13. | 2017. június 23.     | $25,000   | Baja, Magyarország             | Salak      | Vivien Juhászová     | Chantal Škamlová Anna Zaja                   | 7–6(5), 1–6, [9–11] |
| Döntős   | 14. | 2017. július 29.     | $25,000   | Horb am Neckar, Németország    | Salak      | Isabella Shinikova   | Lesley Kerkhove Bibiane Schoofs              | 5–7, 3–6            |
| Döntős   | 15. | 2017. szeptember 10. | $25,000   | Balatonboglár, Magyarország    | Salak      | Vivien Juhászová     | Irina Hromacsova Diāna Marcinkēviča          | 4–6, 3–6            |
| Győztes  | 19. | 2018. március 3.     | $10,000   | Antalya, Törökország           | Salak      | Dea Herdželaš        | Amina Ansba Anasztaszija Vasziljeva          | 6–2, 4–6, [10–7]    |
| Döntős   | 16. | 2018. május 4.       | $25,000   | Balatonboglár, Magyarország    | Salak      | Gálfi Dalma          | Bondár Anna Raluca Serban                    | 1–6, 6–7(2)         |
| Győztes  | 20. | 2018. november 11.   | $15,000   | Antalya, Törökország           | Salak      | Dia Evtimova         | Veronyika Pepeljajeva Anasztaszija Tyihonova | 6–3, 3–6, [11–9]    |

## Év végi világranglista-helyezései
| Év     | 2012  | 2013 | 2014 | 2015 | 2016 | 2017 | 2018 | 2019 |
| Egyéni | 689.  | 320. | 448. | 628. | 444. | 317. | 640. | 776. |
| Páros  | 1003. | 572. | 403. | 452. | 281. | 230. | 394. | 697. |